# Comercia Bank Tower
Comercia Bank Tower – wieżowiec w Dallas, w stanie Teksas, w Stanach Zjednoczonych, o wysokości 240 m. Budynek został otwarty w 1987, posiada 60 kondygnacji.